# Monete euro andorrane
     Zona euro
     UE appartenenti agli AEC II
     UE appartenenti agli AEC II con deroga
     UE non appartenenti agli AEC II
     Non UE che usano bilateralmente l'euro
     Non UE che usano unilateralmente l'euro
Le monete euro andorrane sono le monete in euro coniate dal Principato di Andorra, in base all'accordo raggiunto con l'Unione europea il 30 giugno 2011. Nonostante fosse prevista la circolazione a partire dal 1º gennaio 2014, l'emissione è avvenuta ufficialmente il 15 gennaio 2015.
Monaco, San Marino e Città del Vaticano sono stati i soli Stati non facenti parte dell'Unione europea che hanno ottenuto subito il diritto di coniare proprie monete euro, in virtù degli accordi bilaterali che avevano in essere con Francia e Italia per l'uso di franco e lira come valuta ufficiale. Andorra, invece, pur usando regolarmente franco e peseta, non aveva alcun accordo ufficiale né con la Francia né con la Spagna, anche per il fatto che il Paese non si dotò di una vera costituzione fino al 1993. Per diversi anni tra Andorra e Unione europea si sono svolte trattative per stabilire accordi sulla coniazione di monete euro e sulla loro emissione culminate nel citato accordo del 2011.
L'accordo permette ad Andorra di poter coniare proprie monete per un controvalore massimo circolante di 2,4 milioni di euro. Le monete avrebbero potuto entrare in uso a partire dal 1º luglio 2013 ma, nell'ottobre del 2012, il ministro delle Finanze di Andorra, Jordi Cinca, posticipò la data di inizio circolazione al 2014.
Il 23 dicembre 2014 il Governo di Andorra ha presentato ufficialmente le monete in euro del principato, cominciandone la distribuzione ai soli residenti e annunciando l'effettiva immissione in circolazione di tutte le monete coniate a partire dal 15 gennaio 2015.

## Faccia nazionale
Il governo andorrano aprì il sito dedicato alla coniazione delle monete andorrane il 7 febbraio 2013 e stabilì che i disegni delle monete euro sarebbero stati scelti secondo un concorso indetto per il 19 marzo. I soggetti sarebbero stati:
- 2 euro: Stemma di Andorra
- 1 euro: Casa de la Vall

I bozzetti scelti il 16 maggio 2013, successivamente modificati.

- 10 - 20 - 50 eurocent: arte romanica andorrana
- 1 - 2 - 5 eurocent: fauna tipica andorrana, più precisamente il Camoscio pirenaico e il gipeto sui Pirenei

I bozzetti vincitori furono svelati il 16 maggio 2013, tuttavia il successivo 7 agosto il soggetto delle monete da 10, 20 e 50 centesimi, raffiguranti il Cristo Pantocratore, venne cambiato su richiesta della Commissione europea in ottemperanza al principio di neutralità in ambito religioso.
Su tutte le monete sono raffigurate le dodici stelle della bandiera dell'Unione europea, l'anno di conio e la scritta "ANDORRA".
| € 0,01                      | € 0,02            | € 0,05                                                                                                 |
| --------------------------- | ----------------- | --- |
|                             |                   | |
| Camoscio pirenaico e gipeto |                   | |
| € 0,10                      | € 0,20            | € 0,50                                                                                                 |
|                             |                   | |
| Chiesa di Santa Coloma      |                   | |
| € 1,00                      | € 2,00            | Bordo 2 euro                                                                                           |
|                             |                   | |
| Casa de la Vall             | Stemma di Andorra | La sequenza "2**" ripetuta sei volte e alternativamente capovolta, dove "*" è sostituito da una stella |

## Zecche
Le monete sono coniate dalla:
| Anno | Zecca                                   | Segno della zecca |
| ---- | --------------------------------------- | ----------------- |
| 2014 | Real Casa de la Moneda (zecca spagnola) | Nessuno           |
| 2015 | Monnaie de Paris (zecca francese)       | Nessuno           |
| 2016 | Real Casa de la Moneda (zecca spagnola) | Nessuno           |
| 2017 | Monnaie de Paris (zecca francese)       | Nessuno           |
| 2018 | Real Casa de la Moneda (zecca spagnola) | Nessuno           |
| 2019 | Monnaie de Paris (zecca francese)       | Nessuno           |

## Quantità monete coniate
|                                                                                     | Divisionali FDC | Divisionali FS | € 0,01     | € 0,02     | € 0,05     | € 0,10     | € 0,20     | € 0,50  | € 1,00    | € 2,00    |
| Circolanti                                                                          | Circolanti      | Circolanti     | Circolanti | Circolanti | Circolanti | Circolanti | Circolanti |         |           |           |
| ----------------------------------------------------------------------------------- | --------------- | -------------- | ---------- | ---------- | ---------- | ---------- | ---------- | ------- | --------- | --------- |
| 2014                                                                                | 70.000 70.000   | 3.000          | 200.000    | 200.000    | 1.000.000  | 1.000.000  | 1.000.000  | 500.000 | 651.842   | 500.000   |
| 2015                                                                                | 40.000          | 0              | *          | *          | *          | *          | *          | *       | *         | 200.000   |
| 2016                                                                                | 35.000          | 0              | *          | *          | *          | *          | *          | *       | 2.339.200 | *         |
| 2017                                                                                | 22.000          | 0              | 2.582.395  | 1.515.000  | 2.191.421  | 1.103.000  | 1.213.000  | 968.800 | *         | 794.588   |
| 2018                                                                                | 20.000          | 0              | 3.430.000  | 2.550.000  | 1.800.000  | 980.000    | 1.014.000  | 890.000 | *         | 868.000   |
| 2019                                                                                | 15.000          | 0              | 2.447.000  | 1.727.000  | 2.100.000  | 1.610.000  | 1.570.000  | 930.000 | *         | 1.058.310 |
| 2020                                                                                | 12.000          | 0              | *          | *          | *          | 860.000    | 175.000    | 740.000 | *         | 1.500.000 |
| 2021                                                                                | 10.500          | 0              | 200.000    | 700.000    | *          | 1.400.000  | 1.420.000  | 600.000 | 50.000    | 1.474.500 |
| 2022                                                                                | 10.500          | 0              | 700.000    | 450.000    | 400.000    | 700.000    | 700.000    | 380.000 | *         | 1.708.000 |
| 2023                                                                                | 10.500          | 0              | *          | *          | *          | *          | *          | *       | *         | 2.075.250 |
| 2024                                                                                | 7.500           | 0              | *          | 900.300    | 1.950.000  | 1.000.000  | 700.000    | 500.000 | 1.950.000 | 1.601.200 |
| / = non emessa, ? = finora sconosciuto, * = emessa solo nelle divisionali ufficiali |                 |                |            |            |            |            |            |         |           |           |

## 2 euro commemorativi
Andorra ha emesso 15 monete commemorative da 2 euro. Non facendo parte dell'Unione europea, non partecipa alle emissioni comuni.
| Immagine | Anno | Tema | Tiratura | Emissione        | Incisori           |
| -------- | ---- | --- | -------- | ---------------- | ------------------ |
|          | 2014 | 20º Anniversario dell'ingresso di Andorra nel Consiglio d'Europa                                                                                           | 105.000  | 29 febbraio 2016 | Orietta Rossi      |
|          | 2015 | 25º anniversario della firma dell'accordo doganale con l'Unione europea                                                                                    | 85.000   | 18 luglio 2016   | Zecca Francese     |
|          | 2015 | 30º anniversario dell'attribuzione della maggiore età e del conferimento dei diritti politici agli uomini e alle donne al compimento del diciottesimo anno | 85.000   | 18 luglio 2016   | Orietta Rossi      |
|          | 2016 | 25º anniversario della radiotelevisione di Andorra | 85.000   | 1º giugno 2017   | Zecca Spagnola     |
|          | 2016 | 150º anniversario della nuova riforma del 1866 | 85.000   | 1º giugno 2017   | Zecca Spagnola     |
|          | 2017 | 100º anniversario dell'inno di Andorra | 85.000   | 7 febbraio 2018  | Zecca Francese     |
|          | 2017 | Andorra - il Paese dei Pirenei | 85.000   | 7 febbraio 2018  | Zecca Francese     |
|          | 2018 | 25º anniversario della Costituzione di Andorra | 75.000   | 13 marzo 2018    | Zecca Spagnola     |
|          | 2018 | 70º anniversario della Dichiarazione universale dei diritti dell'uomo                                                                                      | 75.000   | 26 novembre 2018 | Judit Gaset Flinch |
|          | 2019 | Coppa del Mondo di sci alpino 2019 | 60.000   | 11 marzo 2019    | Zecca Francese     |
|          | 2019 | 600º anniversario del Consell de la Terra | 60.000   | 11 novembre 2019 | Orietta Rossi      |
|          | 2020 | XXVII vertice iberoamericano – Andorra 2020 | 70.000   | 9 dicembre 2020  | Orietta Rossi      |
|          | 2020 | 50º anniversario del suffragio universale femminile | 60.000   | 9 dicembre 2020  | Judit Gaset Flinch |
|          | 2021 | "Prendiamoci cura dei nostri anziani" | 70.000   | 15 dicembre 2021 | Orietta Rossi      |
|          | 2021 | 100º anniversario dell'incoronazione di Nostra Signora di Meritxell                                                                                        | 73.750   | 15 dicembre 2021 | Orietta Rossi      |
|          | 2022 | 10º anniversario degli accordi valutari tra Andorra e l'Unione europea                                                                                     | 70.000   | 16 gennaio 2023  |                    |
|          | 2022 | 1275º anniversario della nascita di Carlo Magno | 70.000   | 16 gennaio 2023  |                    |
|          | 2023 | 30º anniversario dell'ingresso nell'ONU | 70.000   | 27 novembre 2023 | Joaquin Jimenez    |
|          | 2023 | Festa del solstizio d'estate | 70.000   | 27 novembre 2023 | Joaquin Jimenez    |
|          | 2024 | 100º anniversario dello sci ad Andorra | 60.000   | 9 dicembre 2024  |                    |
|          | 2024 | Campionati del mondo di mountain bike 2024 ad Andorra | 60.000   | 9 dicembre 2024  |                    |